# NGC 6236
NGC 6236 is een balkspiraalstelsel in het sterrenbeeld Draak. Het hemelobject werd op 28 juni 1884 ontdekt door de Amerikaanse astronoom Lewis A. Swift.

## Synoniemen
- UGC 10546
- MCG 12-16-8
- ZWG 339.19
- KAZ 88
- IRAS 16450+7052
- PGC 58891